# Kamieszkowo (przystanek kolejowy)
Kamieszkowo (ros. Камешково) – przystanek kolejowy w miejscowości Kamieszkowo, w rejonie kamieszkowskim, w obwodzie włodzimierskim, w Rosji. Położony jest na nowym szlaku Kolei Transsyberyjskiej.